# Nikon D700

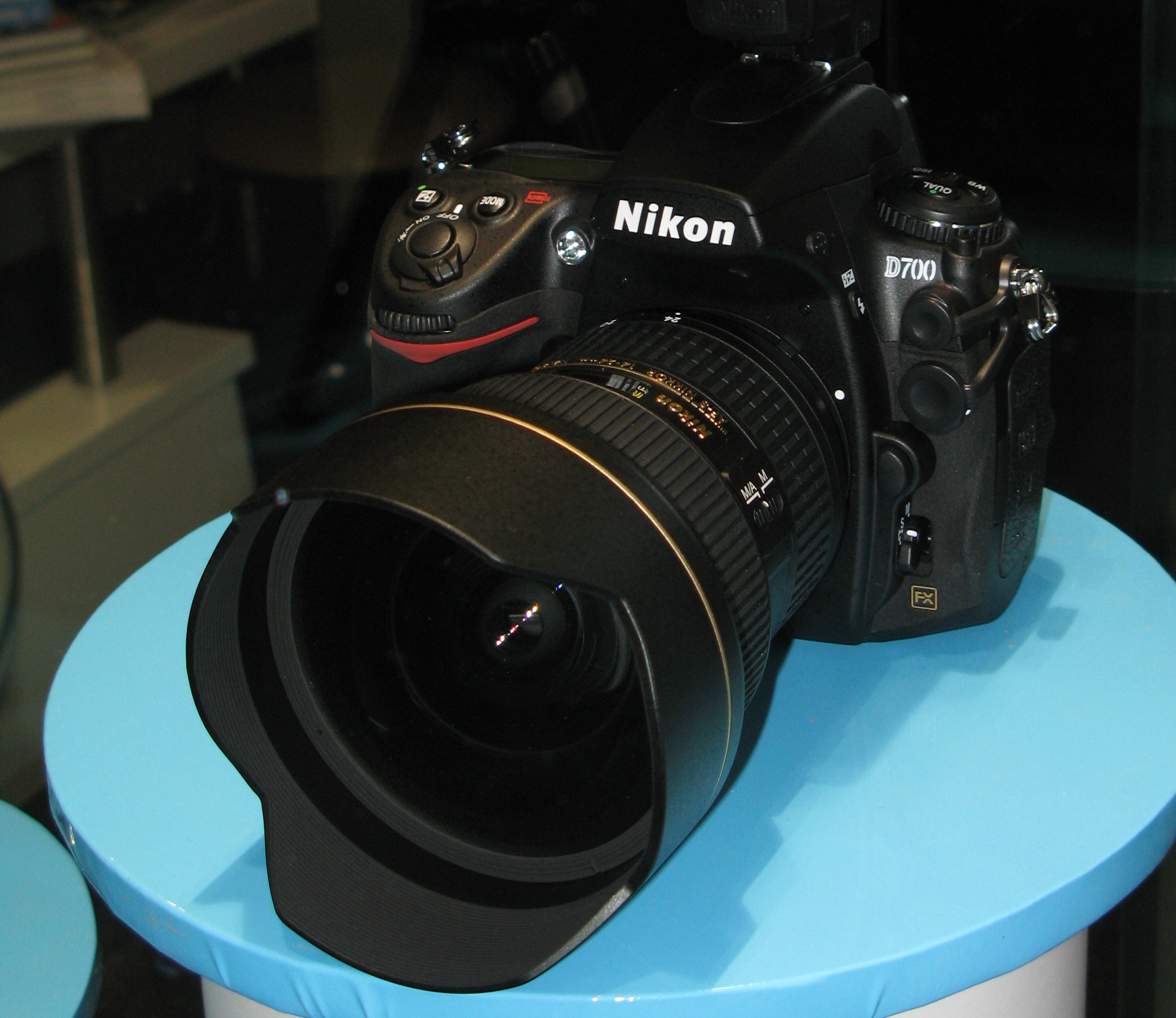

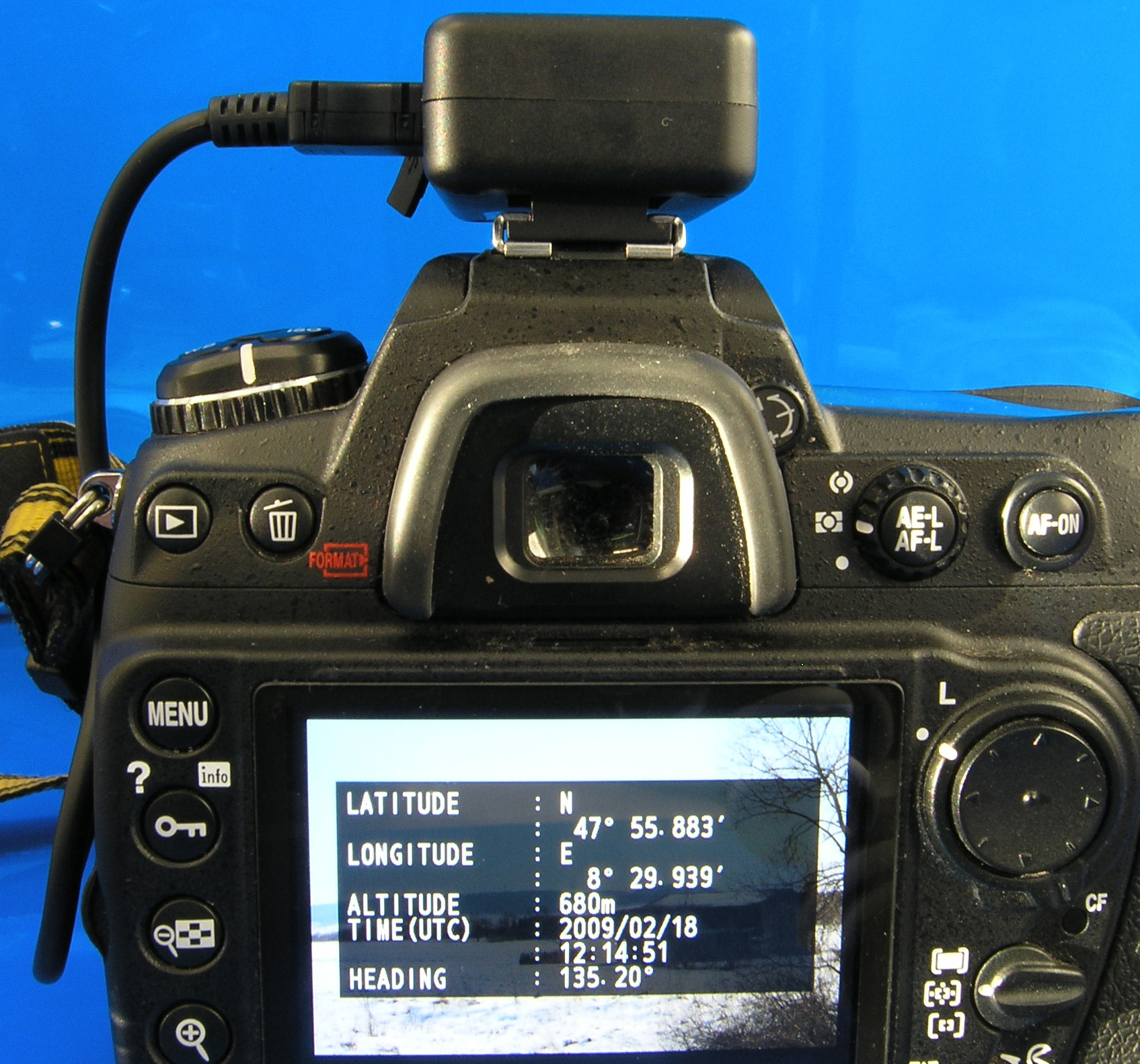
Geotagger „Solmeta N2 Kompass“ pro Nikon D300-700

Nikon D700 je druhá digitální zrcadlovka firmy Nikon se snímačem velikosti políčka kinofilmu. Tento snímač má rozlišení 12 Megapixelů (totožný se snímačem v Nikon D3, proti němuž má ale menší tělo bez integrovaného bateriového gripu).